# Antea
Antea (také Anteia, latinsky Antea) byla v řecké mytologii dcera kárského krále Íobata a manželka zakladatele Tírynthu Proita.
Antea, též Anteia, je v řecké mytologii také často uváděna pod jménem Stheneboia. Její manžel Proitos byl synem argejského krále Abanta. Jeho bratr Akrisios ho po otcově smrti vyhnal z Argu a Proitos odešel do nedalekého Tírynthu a s pomocí Kyklopů, jednookých obrů, postavili pevný mohutný hrad. Tam potom vládl jako první tírynthský král.
Proitos se oženil s dcerou lydského krále Anteou. Byla to nemravná a bezcharakterní žena. Zamilovala se do mladého Bellerofonta, když našel útočiště v Tírynthu. Pokusila se ho svést, on ji odmítl a ona obvinila u svého manžela ze znásilnění. Proitos ho nechtěl trestat, poslal ho ke králi Íobatovi. Ten ho rovněž nepotrestal, ale uložil mu těžký úkol: zabít obludu Chiméru. Jenže Bellerofón úkol s pomocí svého koně Pégasa splnil a vrátil se
do Tírynthu. Když Antea nepřestávala s intrikami, navrhl jí společný útěk a cestou ji shodil do moře, kde utonula.
Jiná verze vypráví však, že králi Íobatovi nestačilo, že Bellerofón zabil Chiméru, ale poslal ho plnit další úkol, a to bojovat proti Solymiům a jejich spojencům Amazonkám. I tady si vedl Bellerofón skvěle, vznesl se vysoko nad protivníky a házel jim na hlavy veliké kameny a tak je porazil. Nakonec král usoudil, že obvinění proti Bellerofónovi byla neoprávněná, nechal si celou situaci vysvětlit a poté se omluvil. Navíc mu dal svou dceru Filonoé za manželku a jmenoval ho dědicem lykijského trůnu. Jenže později Bellerofón podnikl zoufalý pokus vyletět na svém Pégasovi na Olymp a bohové ho za tuto troufalost srazili na zem.
Proitos a Antea měli dcery Lýsippu, Ífinu a Ífianassu. Všechny byly krásné, ale také bezbožné. Nechovaly v úctě boha Dionýsa a ten na ně za trest seslal šílenství. Z něj je vyléčil messénský věštec Melampús, který se poté s jednou z dcer oženil. Druhou si vzal jeho bratr Biás. Mezi ně dva potom rozdělil Proitos své království.

## Odraz v umění
- nezachované drama Eurípidovo Stheneboia
- vázové malby, které lze spojovat s příběhem o Anteie (Stheneboie) jsou v petrohradské Ermitáži